# Frank (cratère)
Pour les articles homonymes, voir Frank.
Frank est un cratère d'impact situé dans le quadrangle d'Alpha Regio, sur Vénus. Son diamètre est de 22,70 km. 
Le cratère a ainsi été nommé par l'Union astronomique internationale en 1991 en hommage à l'héroïne et diariste néerlandaise Anne Frank (1929-1945).  